# Hakon Swenson Stiftelsen
Hakon Swenson Stiftelsen är en forsknings- och utbildningsstiftelse, med inriktning mot handel, uppkallad efter Hakon Swenson.
Stiftelsen grundades 2007 av Ica-handlarnas förbund med anledning av Ica-idéns 90-årsjubileum. Förbundets årsmöte tillsätter stiftelsens styrelse. Stiftelsekapitalet var 90 miljoner kronor. Målet är att ”stödja forskning, utbildning och entreprenörskap inom främst konsument- och handelsområdet”. Stiftelsen har bland annat gett stöd till akademisk forskning, bokutgivning och kunskapsspridning inom området samt varit en viktig finansiär till Nordiska detaljhandelshögskolan och tillsammans med Handelns utvecklingsråd initierat detaljhandelsforskarnätverket Nordic Retail and Wholesale Association, NRWA. Vd är Jens Nordfält, forskarassistent vid Handelshögskolan i Stockholm och verksam vid Center for Retailing vid Handelshögskolan i Stockholm AB, styrelseordförande är Claes-Göran Sylvén.